# Carlos Döhler
Carlos Alexandre Döhler (Joinville, 1 de janeiro de 1961) é um empresário brasileiro do setor têxtil.

## Biografia
Iniciou sua carreira em 1984, atuando como Técnico Têxtil da Döhler S/A, empresa fundada por seu trisavô, o imigrante alemão Carl Gottlieb Döhler, e uma das maiores fabricantes brasileiras de produtos têxteis para cama, mesa, banho, decoração e tecidos industriais.
Em 2000, ingressou no Departamento de Vendas como Assessor Comercial, passando a atuar como Gerente Geral de Vendas, seis anos depois.
Em 2008, assumiu o cargo de Diretor Comercial, posição que ocupa até hoje.
Carlos é formado em Administração de Empresas e pós-graduado em Comércio Exterior pela Univille.
É sobrinho de Udo Döhler, presidente da Döhler S/A.